# Alberto Battinelli
Alberto Battinelli (Pescara, 8 ottobre 1967) è un ex pallanuotista italiano.

## Biografia
È stato Campione d'Italia e d'Europa con la Sisley Pescara nel 1987-1988.
Ha vinto anche la Supercoppa d'Europa nel 1988 e due Coppe Italia sempre con la Sisley Pescara.

## Palmarès

### Giocatore

#### Club
- Coppe LEN: 1

Pescara: 1987-1988
- Supercoppa LEN: 1

Pescara: 1988
- Campionato italiano: 1

Pescara: 1986-1987
- Coppe Italia: 2

Pescara: 1984-1985, 1985-1986
- Coppa dei Campioni: 1

Pescara: 1987-88